# 박수일 (1944년)
박수일(한국 한자: 朴秀一, 1944년 4월 25일 ~ 2008년 1월 10일)은 대한민국의 전 축구 선수이자 축구 감독이며, 포지션은 공격수였다. 선수 시절 과감한 돌파력 및 결정적 기회를 창출하기 위한 끊임없는 기동력에 강점이 있었던 것으로 알려져 있다. 또한 숭실대학교 감독 재임 시절 최진철 등 여러 스타 선수들을 지도했으며, 특히 공격수였던 최진철을 수비수로 포지션 변경시킨 것으로 유명하다.

## 선수 경력

### 클럽
일제강점기 당시 경기도 출신으로 한양공업고등학교 재학 시절 핵심 선수로 활약했으며, 1962년 아시아 청소년 축구 선수권 대회에서 우승을 차지한 태국 대표팀과 한양공업고등학교의 친선경기에 출전하였다. 이후 1964년 금성방직 축구단에 입단하였고, 1965년 전국실업축구연맹전 추계 대회에서는 육군 병참단 축구단과의 경기에서 해트트릭을 터뜨리는 등 뛰어난 활약을 펼쳐 팀의 공동 우승에 공헌하였다. 그 뒤 1966년에는 '서울선발팀'의 일원으로 'JP컵 한중일 축구대회'에 참가해 중화민국의 쥐광 팀을 상대로 득점에 성공하는 등 팀의 대회 우승에 일조했으며, 같은 해 열린 한양공업고등학교와 동북고등학교의 OB 올스타전에 출전하였다.
이후 1967년 해병대 축구단에 입대했으며, 1969년 해병대에서 제대해 외환은행 축구단으로 이적하였다. 그리고 1970년 금융단축구협의회에서 조직한 금융단 축구 대표팀의 일원으로 선발되었으며, 동남아시아 순회 경기에서 싱가포르의 군경합동팀, 일본의 청소년 대표팀을 상대로 득점을 올리며 좋은 모습을 보였다. 또한 그 해 전국축구선수권대회 8강전에서 벌어진 산업은행 축구단과의 3차 연장전에서 동점골을 기록해 팀의 추첨승에 기여했으나, 팀은 육군 축구단과의 4강전에서 패배해 결승 진출에 실패하였다. 그 뒤 1971년 국무총리배 금융단 축구대회에서 몇 차례 공격 포인트를 기록해 팀의 대회 우승에 일조했으나, 전국실업축구연맹전 춘계 대회 당시 신탁은행 축구단과의 경기 도중 관중석의 관중들과 실랑이를 벌이는 비매너 행위를 한 것을 사유로 한국실업축구연맹으로부터 경고 처분을 받았다. 이후 1972년 국무총리배 금융단 축구대회에서 몇 차례 득점을 올리는 등의 활약을 펼쳤으나 팀은 주택은행 축구단과의 4강전에서 패배해 결승 진출에 실패했으며, 전국실업축구연맹전 추계 대회 당시 국민은행 축구단과의 경기에서 득점포를 쏘아올렸으나 팀은 결승 리그에 올라가지 못했다.
그 뒤 1973년 5월 3일 포항제철 축구단이 정식으로 창단하자 원년 멤버로 합류했으며, 그 해 제철소 준공 기념으로 열린 신일본제철 축구단과의 '한일 친선 실업축구대회'에서 팀의 선제골에 관여하는 등 인상적인 활약을 보였다. 그리고 1974년 대통령배 전국축구대회 당시 성균관대학교와의 결승전에서 이회택의 결승골을 어시스트하는 등 팀이 우승을 차지하는 데 크게 기여했으며, 얼마 뒤 '실업 올스타'의 일원으로 대한민국 국가대표팀 상비군과의 시범경기에 출전하였다. 이후 1975년 전국실업축구연맹전 춘계 대회 당시 공군 축구단과의 경기에서 안기헌의 추가골을 어시스트하는 등 좋은 모습을 보이며 팀의 대회 우승에 일조했으며, 같은 해 개최된 '한일 친선 실업축구대회'에서 신일본제철을 상대로 추가골을 득점하였다. 또한 전국실업축구연맹전 추계 대회 당시 농협 축구단과의 경기에서 김호의 결승골을 어시스트하는 등의 활약을 했으나 팀은 우승에 실패했으며, 시즌 종료 이후 은퇴 계획 없이 다음 시즌을 준비하였다. 그 뒤 1976년 전국실업축구연맹전 추계 대회에서 조홍은행 축구단을 상대로 최상철의 결승골을 어시스트하는 등의 활약을 펼쳤으나 팀은 서울신탁은행 축구단과의 4강전에서 패배해 결승 진출에 실패했으며, 1977년 다른 노장 선수들과 함께 선수 은퇴를 선언하였다.

### 국가대표팀
1964년 아시아 청소년 축구 선수권 대회에 대한민국 U-20 국가대표팀의 일원으로 참가했으며, 태국과의 경기에서 득점과 동시에 패널티킥을 얻어내며 팀의 2-0 승리를 이끄는 등 좋은 활약을 펼쳤으나 대표팀은 말레이시아와의 4강전에서 패배해 좋은 성과를 거두지 못했다. 그리고 같은 해 국가대표 B팀으로 구성된 메르데카 국제축구대회 선수 선발 대회에 출전해 좋은 모습을 보였으나, 최종적으로 선발되지 못했다.
이후 1965년에는 1966년 FIFA 월드컵 예선을 앞두고 벌어진 제1차 선발전 및 제2차 선발전에서 연달아 소속팀의 우승에 기여하였고, 이러한 활약으로 최종 명단에 포함되었으나 대한축구협회 측에서 예선 불참을 결정함에 따라 경기에 나서지 못했다. 또한 같은 해 메르데카 국제축구대회에도 선발되었으며, 8월 14일 태국과의 그룹 결정전에 출전하여 대한민국 축구 국가대표팀에 정식으로 데뷔하였다. 그리고 1966년 메르데카 국제축구대회 선수 후보 명단에 포함되었으나 최종적으로 선발되지 못했으며, 1966년 아시안 게임 선수 선발 대회에서는 인상적인 활약을 선보여 최종 명단에 들어가게 되었다. 하지만 대회 도중 선수촌에서 무단 이탈한 뒤 여자를 동반하고 복귀한 사실이 적발되어 대한축구협회로부터 2년간 선수 자격 정지의 중징계 처분을 받았고, 1년여 뒤인 1967년 상벌위원회의 결정으로 징계가 해제되었다.
그 뒤 1969년에는 유럽 원정 도중 부상을 당하기도 했으며, 1970년 FIFA 월드컵 예선 명단에 들어간 이후 국가대표 B팀과의 평가전에서 정병탁의 선제골을 어시스트하는 등 좋은 모습을 보였다. 그리고 일본과의 첫 번째 경기에서 추가골을 득점하는 활약을 보였으나 대표팀은 2-2 무승부를 기록했으며, 얼마 뒤 열린 오스트레일리아와의 두 번째 경기에서 선제골을 기록하는 활약을 펼쳤으나 대표팀은 1-1 무승부로 경기를 마감하며 1970년 FIFA 월드컵 본선 진출에 실패하였다.
이후 1970년 대한민국 국가대표팀 이원화 원칙에 따라 국가대표 B팀이 신설되자 박수일은 A팀인 청룡팀에 포함되었으며, 직후 펼쳐진 CR 플라멩구와의 평가전에 출전해 좋은 모습을 보여주었다. 또한 그 해 열린 올라리아 AC와의 평가전에서 팀의 선제골에 관여하는 등 인상적인 활약을 펼쳤고, 뒤이어 치러진 B 1903과의 2차 평가전에서 선제골을 성공시키며 뛰어난 모습을 선보였다. 그 뒤 같은 해 개최된 메르데카 국제축구대회에 참가하였고, 싱가포르와의 경기에서 서윤찬의 추가골을 어시스트하는 등의 활약을 하였다. 하지만 인도와의 4강전을 앞두고 위경련이 발병해 치료를 받았으며, 결국 그 여파로 4강전 및 버마와의 결승전에는 나서지 못했다. 그리고 얼마 뒤 성사된 SL 벤피카와의 평가전에도 참여했으며, 그 해 이원화 원칙이 다시 폐지되어 국가대표팀이 하나로 통합됨에 따라 박수일은 국가대표팀 예비 명단에 포함되었다. 이후 같은 해 개막한 1970년 아시안 게임 최종 명단에 국가대표팀의 일원으로 선발되었으며, 태국과의 경기에서 결승골을 득점하는 등 국가대표팀의 대회 공동 우승에 공헌하였다.
그 뒤 1971년 국가대표팀의 중남미 전지훈련 명단에 포함되었고, 아르헨티나 U-23 대표팀과의 평가전에서 만회골을 넣었다. 또한 그 해 개최된 박대통령컵 쟁탈 아시아축구대회에도 참가하였고, 태국과의 경기에서 박이천의 결승골을 어시스트하는 등 좋은 모습을 보여주며 국가대표팀의 우승에 일조하였다. 그리고 얼마 뒤 있었던 던디 유나이티드 FC와의 평가전에 출전해 동점골을 성공시키는 등 인상적인 활약을 펼쳤으나 팀의 패배를 막지 못했고, 같은 해 열린 1972년 하계 올림픽 예선에도 국가대표팀의 일원으로 선발되었다. 하지만 발 부상으로 인해 경기에 투입되지 못했으며, 그 여파로 직후 펼쳐진 킹스컵의 최종 명단에서 제외되었다.

## 지도자 경력
선수 은퇴 후인 1980년 포항제철 축구단의 트레이너 신분으로 서독에 파견되어 지도자 연수를 받았으며, 1981년 포항제철의 코치로 한홍기 감독을 보좌하며 팀의 전국실업축구연맹전 추계 대회 우승을 이끌었다. 이후 1982년 팀의 수석 코치 역할을 했던 조윤옥이 팀을 떠나자 그 자리를 대신했으며, 그 해 팀의 전국실업축구연맹전 우승을 견인한 뒤 지도자 코치상을 수상하였다. 그 뒤 1983년 열린 올스타전에서 아마추어팀 코치를 맡았으며, 1985년에는 약 15년동안 구단에서 선수 및 코치 생활을 했던 것을 정리하고 사임하였다.
이후 1986년부터 1991년까지 숭실대학교 감독을 맡았으며, 1992년 한국대학축구연맹의 이사로 선임되었다. 또한 1988년 대한민국 국가대표 B팀의 감독으로 임명되어 같은 해 개최된 대통령배 국제축구대회에 참가했으나, 팀은 3패를 기록하며 토너먼트 진출에 실패하였다.
그 뒤 한국초교축구연맹 부회장을 역임했으며, 2002년까지 포항 스틸러스의 스카우트로 활동하며 옐라를 영입하기도 했다. 그리고 2003년부터 대한축구협회 이사 및 상벌위원회 부위원장을 지냈으며, 2005년 한국고교축구연맹 회장 선거에 출마했으나 낙선하였다.

## 사망
2005년 포항시에서 서울특별시로 거주지를 옮겼으며, 2008년 1월 10일 췌장암으로 세상을 떠났다.

## 기타
금성방직 축구단에서 활약하던 시절 국민대학교에 진학해 학업 활동을 병행하였다.
딸인 박지아는 배우로 활동했으나 2024년 9월 30일 세상을 떠났다..
1988년 전국축구선수권대회 결승전을 앞두고 진행된 40대 올스타전에 나섰으며, 2006년 '한국 OB 지회 축구대회'에 참가하였다. 그리고 다수의 '경평 OB 대항축구전'에 '서울 OB팀'의 일원으로 참여하기도 했다.
2000년에 금성방직 축구단의 다른 선수들과 함께 '쌍용 OB회'의 일원으로 김용식을 추모하기 위한 사업 및 행사를 추진하였다.
2003년 베스트일레븐 창간 33주년을 기념해 선정한 '한국축구 100년을 빛낸 55인' 중 '60년대 베스트11'에 포함되었다.
2005년 개최된 한국중등축구연맹전 춘계 대회가 포항시에서 개최되도록 축구계 관계자들을 설득하였고, 한국중등축구연맹의 승인으로 포항시에서 치러지게 되었다.
2006년 문화방송에서 2006년 FIFA 월드컵을 앞두고 방영한 영상실록 '한국 축구가 간다'에 출연하였다.
2007년에 양지 축구단의 다른 선수들과 함께 국가정보원을 방문해 2007년 FIFA U-17 월드컵 참가 목적으로 서울특별시에 체류하던 조선민주주의인민공화국 U-17 국가대표팀과의 만남에 대한 주선을 요청하기도 했다.

## 선수 및 지도자 기록

### 클럽
- 1964년 ~ 1966년: 금성방직 축구단
- 1967년 ~ 1969년: 해병대 축구단
- 1969년 ~ 1972년: 외환은행 축구단
- 1973년 ~ 1977년: 포항제철 축구단

### 국가대표팀
- 1964년
  - 아시아 청소년 축구 선수권 대회 국가대표 (U-20)
- 1965년
  - 메르데카 국제축구대회 국가대표
- 1966년
  - 1966년 아시안 게임 축구 국가대표
- 1969년
  - 1970년 FIFA 월드컵 예선 국가대표
- 1970년
  - 메르데카 국제축구대회 국가대표
  - 1970년 아시안 게임 축구 국가대표
- 1971년
  - 박대통령컵 쟁탈 아시아축구대회 국가대표
  - 1972년 하계 올림픽 축구 예선 국가대표
- 국가대표팀 통산 기록: 21경기 3골

### 지도자
- 1978년 ~ 1980년: 포항제철 축구단 (트레이너)
- 1981년 ~ 1985년: 포항제철 축구단 (코치)
- 1986년 ~ 1991년: 숭실대학교
- 1988년: 대한민국 국가대표 B팀

## 국가대표팀 득점 기록
- 득점과 결과 리스트는 대한민국 축구 국가대표팀의 득점을 먼저 기록

| # | 일시             | 장소                 | 상대 국가      | 득점 | 결과 | 경기 형식               |
| - | ---------------- | -------------------- | -------------- | ---- | ---- | ----------------------- |
| 1 | 1969년 10월 12일 | 대한민국, 서울특별시 | 일본           | 2-1  | 2-2  | 1970년 FIFA 월드컵 예선 |
| 2 | 1969년 10월 20일 | 대한민국, 서울특별시 | 오스트레일리아 | 1-0  | 1-1  | 1970년 FIFA 월드컵 예선 |
| 3 | 1970년 12월 15일 | 태국, 방콕           | 태국           | 2-0  | 2-1  | 1970년 아시안 게임      |

## 수상 경력

### 클럽
- 금성방직 축구단
  - 전국축구선수권대회 준우승 1회: 1965년
  - 전국실업축구연맹전 우승 3회: 1964년 춘계, 1964년 추계, 1965년 춘계
- 해병대 축구단
  - 대통령배 전국축구대회 우승 1회: 1969년
- 외환은행 축구단
  - 전국실업축구연맹전 준우승 1회: 1971년 춘계
  - 대통령배 금융단 축구대회 우승 1회: 1971년
  - 국무총리배 금융단 축구대회 우승 1회: 1971년
  - 국무총리배 금융단 축구대회 준우승 1회: 1969년
- 포항제철 축구단
  - 대통령배 전국축구대회 우승 1회: 1974년
  - 전국축구선수권대회 준우승 1회: 1977년
  - 전국실업축구연맹전 우승 1회: 1975년 춘계
  - 전국실업축구연맹전 준우승 1회: 1977년

### 국가대표팀
- 아시안 게임 축구 우승 1회: 1970년
- 메르데카 국제축구대회 우승 2회: 1965년, 1970년
- 박대통령컵 쟁탈 국제축구대회 우승 1회: 1971년

### 감독
- 수퍼리그
  - 준우승 1회: 1985년 (코치)
- 전국실업축구연맹전
  - 우승 2회: 1981년 추계 (코치), 1982년 (코치)
- 전국축구선수권대회
  - 준우승 1회: 1985년 (코치)
- 전국체육대회
  - 우승 1회: 1985년 (코치)
  - 준우승 1회: 1982년 (코치)

### 개인
- 1982년 전국실업축구연맹전 지도자 코치상